# 진 경공 (희진)
진 경공(晉 景公, 재위 : 기원전 599년 ~ 기원전 581년)은 중국 춘추 시대 진나라의 제 26대 임금이다. 이름은 누(獳)이다. 거(據)라는 설도 있다.

## 생애 및 치세
진성공의 아들로 아버지가 초와 강화한 진(陳)을 토벌하기 위해 연합군을 이끌고 출전했다가 사망하자 뒤를 이어 즉위했다.
진경공 3년(BC 597) 초장왕(楚莊王)이 진나라를 섬긴다는 이유로 정나라(鄭)를 정벌하러와 수도 정성(鄭城, 형양)을 포위하자 정양공(鄭襄公)은 진경공에게 구원을 요청했다. 이에 진경공은 순림보(荀林父)를 중군원수(진나라의 필두 재상), 사회(士會)를 상군원수, 조삭(趙朔)을 하군원수로 삼고 선곡(先縠), 극극(郤克), 난서(欒書)를 각각 중·상·하군의 보좌로, 그리고 한궐(韓厥)을 사마에 임명해 병거 600승을 정 지원군으로 파견했다. 하지만 같은해 6월 진군(晋軍)이 황하에 도착했을 때 정백(정양공)이 초장왕에게 항복하러 갔다는 소식을 들었다. 이에 순림보는 회군할 생각이었으나 중군보좌 선곡이 싸워보지도 않고 후퇴하는 것은 나라의 망신이라며 반대했다. 퇴각을 생각하던 순림보는 주전파와 주화파 사이에서 갈등했는데 이때 선곡이 조동, 조괄 형제, 위기(魏錡), 조전(趙旃)과 함께 멋대로 황하를 건너 초군 앞에 진지를 세웠다. 순림보는 할 수 없이 전군에 대해 황하를 건너 진영을 세우게 했다. 선곡은 전투를 하기 위해 화평을 요청하러 순림보를 찾아온 초장왕의 사신 채구(蔡鳩)를 망신줘서 내쫓았다. 결국 양군은 전투에 돌입한다. 이 전투에서 진군은 초군에 대패했다. 순림부의 중군과 조삭의 하군은 초군에 궤멸에 가까운 피해를 입고 간신히 황하를 건너 퇴각했다. 이 싸움의 패전으로 진나라는 패권을 초장왕에게 내주게 된다.
하지만 진경공은 엄청난 피해를 입고 돌아온 순림보 일행에 대해 아무런 벌을 내리지 않고 오직 군령을 처음으로 위반한 선곡만 벌하는 것으로 패전의 벌을 마무리했다. 이는 진문공 이후 가장 큰 패전을 했음에도 진나라가 중원의 패권국 지위를 지킬 수 있고 아울러 훗날 초나라에 복수할 수 있었던 기반이 된다.
진경공 4년(BC 596), 선곡이 필 전투 패배로 주살될 것을 두려워해 오랑캐 책(翟)나라로 도주했다. 그후 선곡은 책군을 동원해 진나라를 칠 구상을 했다. 이에 진나라에선 선진의 후손인 선씨 일가를 모두 주살한다.
진경공 5년(BC 595), 순림보는 초나라에서 명재상인 영윤 손숙오(孫叔敖)가 죽자 앞서 필 전투 패배에 대한 복수로 정나라를 노략질한다. 정이 초나라에 구원을 요청하자 초장왕은 진나라를 섬기는 송(宋)을 공격해 진나라에 복수키로 했다.
진경공 6년(BC 594), 초장왕은 공자영제와 공자측을 동원해 송성(宋城) 수양성을 포위했고 송은 진에 구원을 요청한다. 하지만 진나라 모신 백종(伯宗)은 필 전투의 패배를 볼 때 하늘이 초를 돕고 있는 만큼 이번에도 이기기 어려울 것이므로 실제로 군대를 동원하지 말고 구원병을 보낼 것처럼 꾸며 초의 포위를 풀자는 계략을 아뢴다. 이에 진경공은 해양(解揚)을 송에 사자로 보낸다. 해양은 가는 길에 초군에 사로 잡히게 된다. 초장왕은 해양에게 진의 구원군이 오지 않을 것이니 어서 항복하라고 말하면 살려주고 초에서 중히 쓸 것이라고 말했으나 해양은 죽음을 각오하고 송성에 진군이 곧 당도할 것이라고 외쳤다. 초장왕은 진노했지만 그가 진나라 신하로서 목숨을 걸고 사명을 마쳤다는 점을 치하하고 그를 풀어준다.
진경공 7년(BC 593), 진경공은 송이 1년 넘게 초에 항전하자 일부 신하들의 여전한 반대에도 불구하고 구원병을 편성키로 했다. 하지만 구원군은 송을 구원하지 않고 이웃 적적(赤狄)의 노(潞)나라를 친다. 순림보와 함께 노나라를 친 후 노 백성을 안정시키는 일을 하고 있던 위과와 동생 위기는 노나라를 구원하려는 진(秦)군의 공격을 받는다. 위과 형제는 고전 끝에 진의 맹장 두회를 사로잡아 그를 참수하고 진군을 대파한다. 진경공은 사회(士會, 范文子)에게 명해 적적의 잔적들을 정벌하도록했다. 이렇게 진이 구원을 해주지 않자 송의 송문공(宋文公)은 결국 초에 항복한다.
진나라에 도적이 날뛰었지만 이를 막지 못해 홧병이 난 순림보가 사망. 사회가 중군원수를 계승했다. 진경공은 사회의 존재를 국내외에 각인시키기 위해 사회에게 적적을 토벌하고 얻은 전리품과 포로를 모두 주(周)왕실에 바치도록 했다. 이에 주정왕(周定王)은 사회를 진나라 상경으로 삼았다.
진경공 8년(BC 592), 진경공은 초를 견제하기 위해 상군원수 극극(郤克)을 사신으로 보내 제와 친교하려했다. 이 때 제나라에는 극극 외 노(魯) 상경 계손행보, 위(衛) 상경 손량부, 조(曹) 대부 공자 수가 친교를 맺기 위해 사신으로 왔다. 그런데 제경공(齊頃公)은 자신의 모후 소태부인을 즐겁게 해주려고 애꾸인 극극의 수레는 애꾸가, 대머리 계손행보의 수레는 대머리가, 절름발이 손량부의 수레는 절름발이가 곱사등이 공자 수의 수레는 곱사등이가 몰게 했다. 이를 본 소태부인과 그녀를 모시는 궁녀들이 큰 소리로 웃자 극극 등은 이상하게 생각해 탐문을 벌였고 결국 이유를 알게 됐다. 격노한 네 나라 대신들은 힘을 합쳐 제에 복수하기로 맹세한 후 제경공에게 인사도 하지 않고 각자 귀국했다. 극극은 황하를 건너며 "내가 제나라에 보복하지 않는지를 하백께서 보실 것이다"고 맹세했다. 귀국한 후 극극은 진경공에게 이 사실을 말하며 제나라를 토벌할 것을 주청했지만 진경공은 "그대의 원한 때문에 어찌 나라를 번거롭게 하겠는가?"라 하고는 들어주지 않았다. 중군원수 사회도 제 토벌에 대해 부정적인 입장이었다. 하지만 극극이 계속 제를 토벌할 것을 요구하자 지겨워진 중군원수 사회는 늙었음을 이유로 사퇴했다. 이에 극극이 중군원수가 돼 본격적인 제 침공을 계획하게 된다.
진경공 9년(BC 591), 초장왕이 죽자 극극은 제를 토벌하기 위해 노,위,조 세나라와 합쳐 군대를 일으킨다. 하지만 제경공이 세자 강(彊)을 인질로 진에 보내자 진은 군대를 물렸다.
진경공 11년(BC 589), 그해 봄에 제나라가 노나라를 공격하여 융(隆)땅을 빼앗았다. 노나라가 위(衛)나라에 위급함을 알리자 위나라와 조나라는 노를 구원하려 했으나 모두 제경공에게 대패한다. 이들은 극극을 통해 진나라에 급함을 알렸다. 극극은 계손행보 등과 진경공에 나아가 이제 반드시 제를 토벌해야 하며 그래야 중원의 패권을 유지할 수 있다고 주청했다. 이에 진경공은 극극을 중군원수, 사섭(士燮)을 상군원수, 난서(欒書)를 하군원수, 한궐을 사마로 삼고 병거 800승을 줘 노나라, 위나라와 함께 제나라를 치게 했다. 제경공은 병거 400승을 동원, 연합군과 맞섰는데 전투 초기 제군은 연합군을 대파하고 전투를 유리하게 이끌었다. 그해 여름 안(鞍) 땅에서 양 군은 크게 붙었는데 이때도 용맹한 제군은 전투 초기 우세를 잡았고 연합군의 총 사령관인 극극의 팔에 화살을 맞추는 전과를 올렸다. 하지만 제군의 화살을 맞은 극극이 분전하자 난서, 한궐 등 진장(晋將)은 물론 노,조,위 연합군도 힘을 내기 시작했다. 진 연합군은 제군을 대파하고 제경공을 포위했다. 한궐이 제경공 일행을 추격해 결국 사로 잡았는데 제경공은 그 시위병과 자리를 바꾸고 내려서는 물을 마시는 척하다가 탈출했다. 진 연합군이 계속 제경공을 뒤쫓자 제경공은 보물을 바치며 강화를 구했다. 하지만 극극은 제경공의 어머니 소태부인을 인질로 주지 않으면 강화할 수 없다고 말했다. 이에 제나라의 사신은 임금의 어머니를 어찌 인질로 요구할 수 있나고 분개하며 보물을 그대로 놓고 돌아갔다. 이에 극극은 계손행보 등과 상의한 후 진경공에게 고해 제와의 강화를 받아들였다.
이해 초나라 신공(申公) 굴무(屈巫)가 초장왕과 영윤 공자 측이 노리던 하희(夏姬)를 훔쳐 정나라를 거쳐 도망쳐 왔다. 진경공은 굴무를 형(邢)의 대부(大夫)로 삼았다. 굴무는 무신巫臣)으로 이름을 고쳤다. 이에 초공왕(楚共王)과 영윤 공자 영제, 공자 측(側)이 굴무(무신)의 집안을 모두 주살했다. 무신은 노해 "반드시 네 놈을 도망 다니다 죽은 신세로 만들겠다"라는 편지를 공자영제와 공자반에게 보냈다.
진경공 12년(BC 588), 극극이 돌아와 승전을 보고 하자 진경공은 그 공로를 가상히 여겨 많은 상을 하사했다. 그리고 진경공은 기존 상중하군 외 3군을 더 만들어 처음으로 6군(六軍)을 창설했다. 중군 밑에 신중군(新中軍)을 둬 원수에 한궐(韓厥), 조괄(趙括)을 부원수로 세우고, 신상군원수로는 공삭(鞏朔) 그리고 한천(韓穿)을 부원수로 삼았다. 신하군은 순추(荀騅)와 조전(趙旃)을 원수와 부원수로 임명했다. 이들은 모두 경(卿)으로 올랐다. 순수의 아들 순앵(荀罃)이 초나라에서 돌아왔다. 이때부터 진경공은 진영공처럼 주색에 빠지게 됐으며 역시 진영공처럼 도안가(屠岸賈)를 총애하기 시작했다.
진경공 13년(BC 587), 초에 항복한 정나라를 정벌해 범(氾) 땅을 취했다. 이해 중군원수 극극이 제와 싸움에서 화살에 맞은 상처가 악화돼 왼 팔을 잘랐다. 그리고 중군원수를 사임했는데 얼마후 죽었다. 난서가 뒤를 이었다.
진경공 14년(BC 586), 중군원수 난서가 초에 항복한 정을 친다. 하지만 이해 새로 즉위한 정도공(鄭悼公)은 허(許)나라와 국경 분쟁이 붙었는데 초가 허 편을 들자 정도공이 분개해 진을 섬기기로 바꿨다. 이에 난서는 돌아왔다.
수도 주변 양산(梁山)이 무너졌다. 진경공이 이 일을 이상하게 생각해 도안가(屠岸賈)에게 묻자 도안가는 상벌이 분명하지 않아서 벌어진 일이라고 말했다. 진경공은 자신은 벌을 중하게 준 일이 없다고 말하자 도안가는 과거 조선자(趙宣子) 조돈(趙盾)이 진영공을 시해한 일에 대해 명백한 처벌이 없었다고 고한다.
진경공 15년(BC 585), 수도를 강(絳)에서 신전(新田)으로 옮긴다. 진경공은 천도 후 신전의 이름을 '신강'(新絳)으로 바꿨다.
진경공 16년(BC 584), 초나라에 복수할 것을 결심한 무신은 오(吳)나라를 육성해 초를 괴롭히는 전략을 구상했다. 이를 위해 그 아들은 오나라의 행인(行人)이 되어 오나라에게 전차와 용병을 가르치게 했다. 오나라와 진나라가 처음으로 관계를 열어 초나라를 정벌하기로 약속했다.
진경공 17년(BC 583), 진경공이 조삭을 비롯해 조동(趙同)과 조괄 등 조씨 일족을 진영공 시해 책임을 물어 모두 주살하고 집안을 멸했다. 한궐이 "조쇠와 조돈의 공을 어찌 잊을 수 있는가? 제사를 어찌 끊을 수 있는가?"라고 하자 다시 조씨의 적자 조무(趙武)를 조씨의 후계로 삼고 봉읍을 회복시켜 주었다. 이때부터 난씨와 극씨가 득세하기 시작했다.
진경공 18년(BC 582), 정성공(鄭成公)이 진나라를 방문했다. 진경공은 정이 진과 초를 번갈아 섬기는 것을 꾸짖고 그를 감금한다. 이어 정나라를 토벌하는데 정이 초에 구원을 요청하자 초는 진의 위성국인 진(陳)을 공격해 진(晋)으로 하여금 정에 대한 포위를 풀게 했다.
진경공 19년, 여름 진경공은 병이 깊어져 세자 수만(壽曼)을 세우니 이가 진여공(晋厲公)이다. 한 달 남짓 뒤 경공이 죽었다.

## 평가
진영공이 실정후 시해 당한 까닭에 약화됐던 군권을 강화하고 소패업을 이룩한 나름 영명한 군주로 평가된다.
집권초 초나라에 대패해 패권을 상실했지만 다른 전투에서는 연승해 중원의 패권국 지위는 그대로 유지할 수 있었다.
국내 문제에 있어서는 권신들을 교묘히 제어했다. 조돈의 도움으로 군위에 오른 아버지 진성공이 철저히 조돈에 끌려 다닌 것과 달리 진경공은 권문세가들을 압도하며 통치했다. 특히 조돈 이후 최고 권세를 누리던 조씨를 처벌했다. 진영공은 폭군이라 불릴 만한 군주였지만 어쨌든 조돈과 조씨 일가는 진영공을 시해했는데도 이에 대한 죄를 받지 않았다. 또 조돈은 자신과 권세를 다투던 사람들은 모두 처벌했으며 그 일족을 주멸하는 잔인함을 보였다.
더욱이 조씨 일가는 자숙하기는커녕 오히려 요직의 상당부분을 차지하는 파렴치한 모습을 보였다. 조돈의 아들이자 조씨문중의 당주였던 조삭은 이복 삼촌들을 제어하지 못했고 이는 필 전투 패전의 중요한 요인이 됐다.
소설 열국지에서 진경공은 조씨를 몰락시키는 과정에서 폭군으로 나타난다. 또 그의 죽음도 조씨의 원혼에 따른 것으로 묘사했다. 하지만 이는 조씨가 최후의 승자인 점 때문으로 보인다. 군후를 시해하고 멋대로 군주를 세운 뒤 자신과 권력을 다투던 신하들을 역모로 몰아 멸족시킨 조씨의 죄는 훗날 진경공의 아들 진여공(晉厲公)이 몰락시킨 극씨에 비해 더 컸고 진평공 때 멸족된 난씨에 비해서도 그 죄는 같거나 더 크다. 다만 진경공은 유일한 조씨의 후손인 조무는 살려줘 기강도 잡고 공신의 공도 잊지 않은 모습을 보였다.
또 진나라(秦)로 망명했던 사회를 다시 데려와 그를 중군원수까지 올려놓은 것이나 사회-극극-난서를 차례로 중군원수로 집정시킨 것을 볼 때 진경공은 사람보는 눈이 탁월했다고 말할 수 있을 것이다.

## 가족 관계
- 조부 : 진문공
- 조모 : ?
  - 아버지 : 진성공
  - 어머니 : ?
    - 아들 : 진 여공